# Amastus camposi
Amastus camposi är en fjärilsart som beskrevs av William Schaus 1927. Amastus camposi ingår i släktet Amastus och familjen björnspinnare. Inga underarter finns listade i Catalogue of Life.